# Zunda Towers
Zunda Towers är ett bostads- och affärskomplex i Riga, Lettland, som började byggas 2006 och färdigställdes 2015–2016. Komplexet består av två torn ovan jord, som sammanbinds av en mellanliggande, lägre byggnadsdel, samt fyra våningsplan under mark. Zunda Towers ligger i distriktet Āgenskalns, ett äldre bostadsområde byggt huvudsakligen mellan slutet av 1800-talet och början av 1900-talet, beläget på vänstra stranden av Daugavafloden.  Det södra tornet är 123 meter högt och har 32 våningsplan med kontors- och affärslokaler i storlekar mellan 210 och 980 kvadratmeter. Den totala arean är cirka 10 000 kvadratmeter. 
Det norra tornet är 117 meter högt och omfattar 336 lägenheter vars storlek varierar mellan 35 och 302 kvadratmeter samt ett penthouse högst upp på 613 kvadratmeter. Förutom bostäder och kontorlokaler finns det också bland annat ett hotell, flera affärer, konferenslokaler, spa och restauranger inom Zunda Towers samt cirka 700 parkeringsplatser.
Den tyska arkitekten Helmut Jahn som planerat Zunda Towers yttre uttryck är känd för att ha ritat flera höga byggnader, bland andra Messeturm i Frankfurt och Post Tower i Bonn.